# Wybory prezydenckie w Kirgistanie w 2009 roku

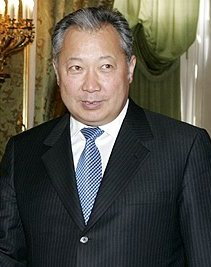
Kurmanbek Bakijew

Wybory prezydenckie w Kirgistanie w 2009 roku wygrał Kurmanbek Bakijew. Według oficjalnych danych zdobył 76,43% głosów, poparło go 1 720 421 uprawnionych do głosowania obywateli Kirgistanu. Drugi wynik uzyskał Ałmazbek Atambajew – 8,4 z 182 373 głosami. Trzeci pod względem liczby oddanych głosów był Temir Sarijew (5,8%), natomiast czwarty Jengishbek Nazaraliev (1,12%). Pozostali kandydaci nie przekroczyli wyniku 1%.
Wybory odbyły się 23 lipca. Termin ten został ustalony po tym, jak Trybunał Konstytucyjny orzekł, że uchwalone wcześniej przedłużenie kadencji prezydenta z czterech do pięciu lat nie stosuje się do obecnej elekcji, więc wybory mają odbyć się 25 października. W odpowiedzi na to komisja parlamentarna zaproponowała, by wybory odbyły się w lipcu, co zostało zaaprobowane przez, związaną z ówczesnym prezydentem Bakijewem, rządzącą partię Ak Żoł. Natychmiast po tym Bakijew wyraził chęć ponownego ubiegania się o urząd prezydenta. 1 maja 2009 został mianowany oficjalnym kandydatem w wyborach.
W dniu wyborów główny kandydat opozycji, Almazbek Atambajew, wycofał swoją kandydaturę mówiąc, że doszło do wielu nieprawidłowości, a wybory były niezgodne z prawem. Organizacja Bezpieczeństwa i Współpracy w Europie potwierdziła, że zarówno w czasie kampanii, jak i samego głosowania miały miejsce uchybienia, które spowodowały, że wybory nie były wolne. Po ogłoszeniu zwycięstwa dotychczasowego prezydenta rozpędzony został, przez policję, wiec poparcia dla Atambajewa.